# 匈牙利文化
匈牙利文化按照地域不同有著不同的特點，自布達佩斯到大平原，匈牙利各地有不同的文化。匈牙利有著豐富的民俗工藝傳統，例如刺繡、陶器的裝飾和雕刻。
匈牙利的音樂自李斯特的古典音樂至民間音樂有著不同的色彩。匈牙利有許多詩人和作家，雖然由於語言原因導致匈牙利文學在外國並不是十分流行，但一些匈牙利人作家擁有獲得世界知名度，如馬勞伊·山多爾和因惹·卡爾特斯，其中因惹·卡爾特斯獲得2002年諾貝爾文學獎。
匈牙利湯是匈牙利最著名的飲食，匈牙利飲食的特色是和其他鄰國相比較多使用辣椒。